# توماس آدامز (لاعب كريكت)
توماس آدامز (15 فبراير 1884 في نيوزيلندا - 20 نوفمبر 1953) (بالإنجليزية: Thomas Adams)‏ هو لاعب كريكت نيوزلندي.

## وصلات خارجية
- توماس آدامز على موقع إي آس بي آن كريك إنفو (الإنجليزية)